# Indústria automotiva na Itália

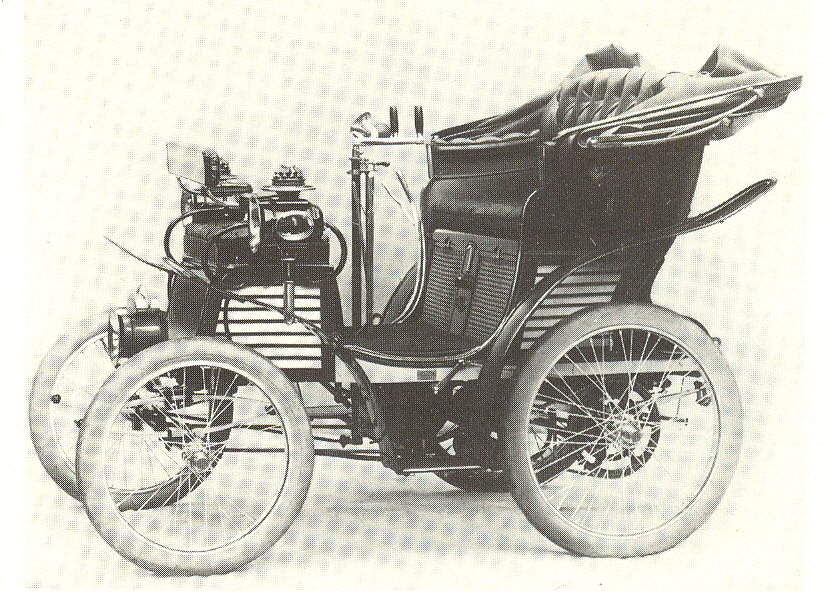
Fiat 4 HP (1899) é o primeiro modelo de carro produzido pela Fiat.

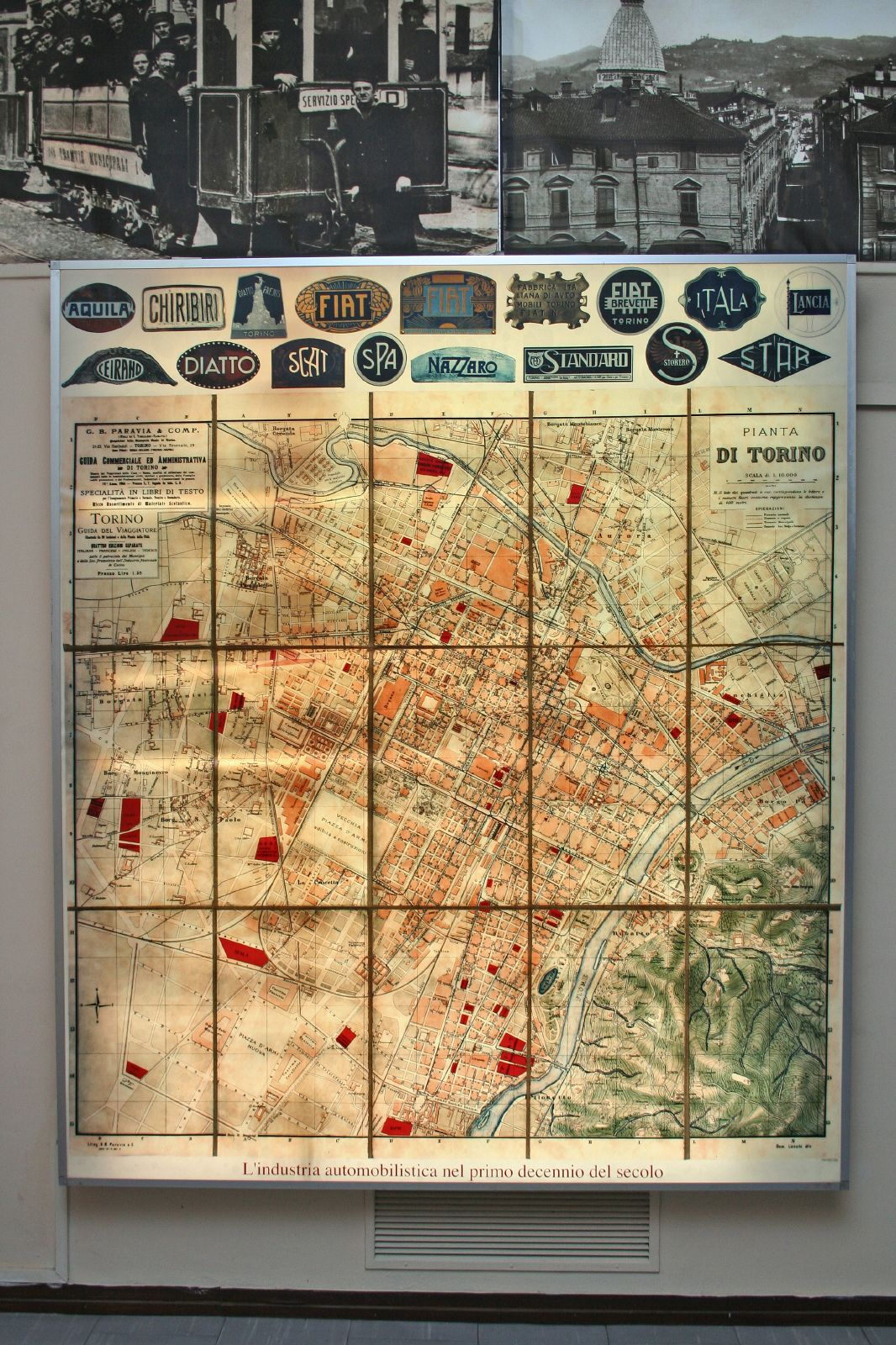
Mapa da indústria automobilística em Turim, Itália, na década de 1910.

A indústria automóvel em Itália é um grande empregador no país, tendo mais de 2.131 empresas e empregado quase 250.000 pessoas em 2006. A indústria automotiva italiana é mais conhecida por seus designs de automóveis e pequenos carros urbanos, esportivos e supercarros. A indústria automóvel contribui com 8,5% para o PIB italiano.
Hoje, a indústria automotiva italiana é quase totalmente dominada pelo Grupo Fiat (agora chamado Stellantis); em 2001, mais de 90% dos veículos foram produzidos por ele. Além de sua própria linha de modelos, predominantemente voltados para o mercado de massa, a Stellantis é dona da marca Fiat, das marcas de luxo Alfa Romeo e Lancia, e da exótica marca Maserati.
Os carros italianos venceram o prêmio anual Carro Europeu do Ano uma das vezes mais vezes entre outros países (incluindo a Fiat mais do que qualquer outro fabricante com o Fiat 124, Fiat 128, Fiat Uno, Fiat Tipo e outros) e também no prêmio Carro Mundial do Ano.

## Marca

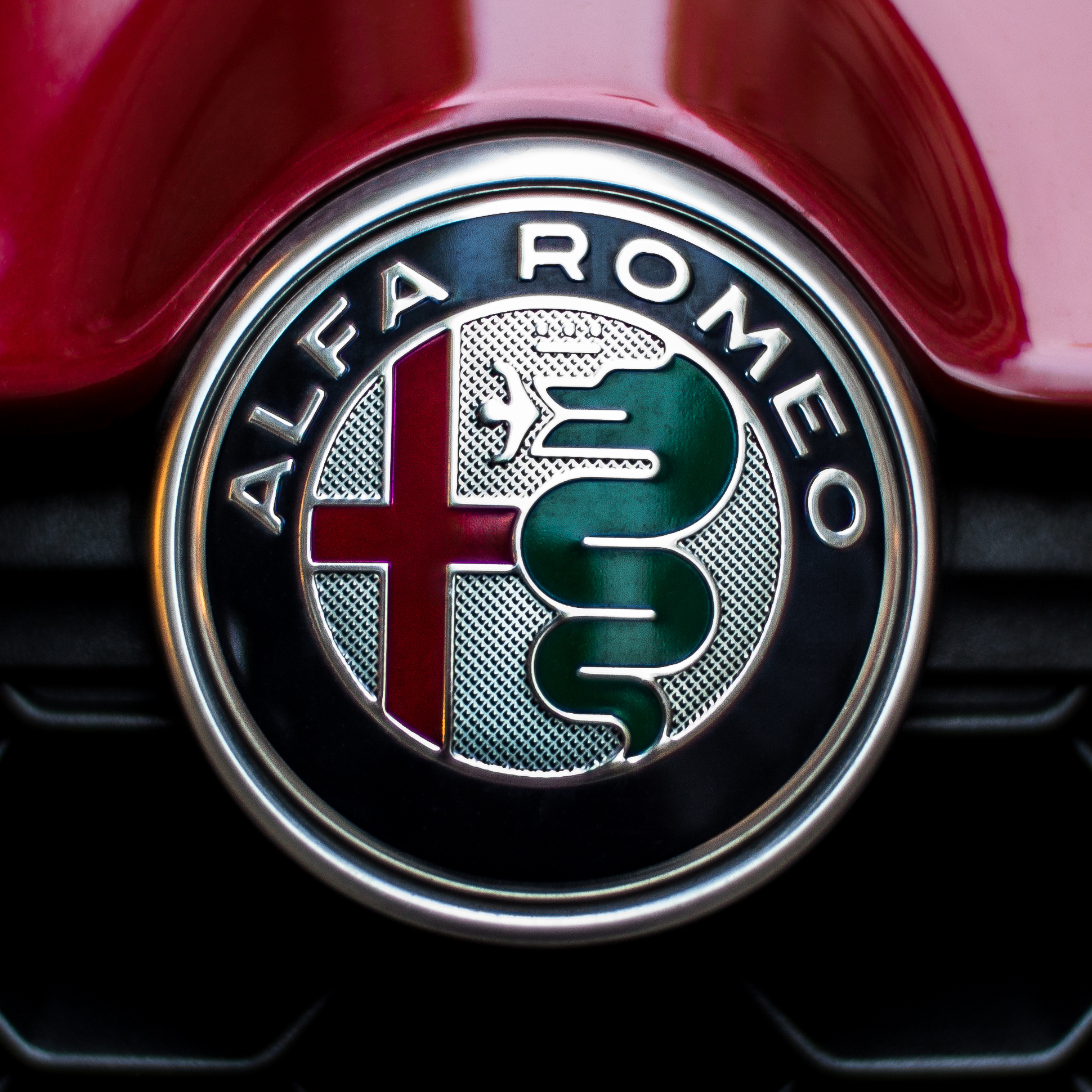
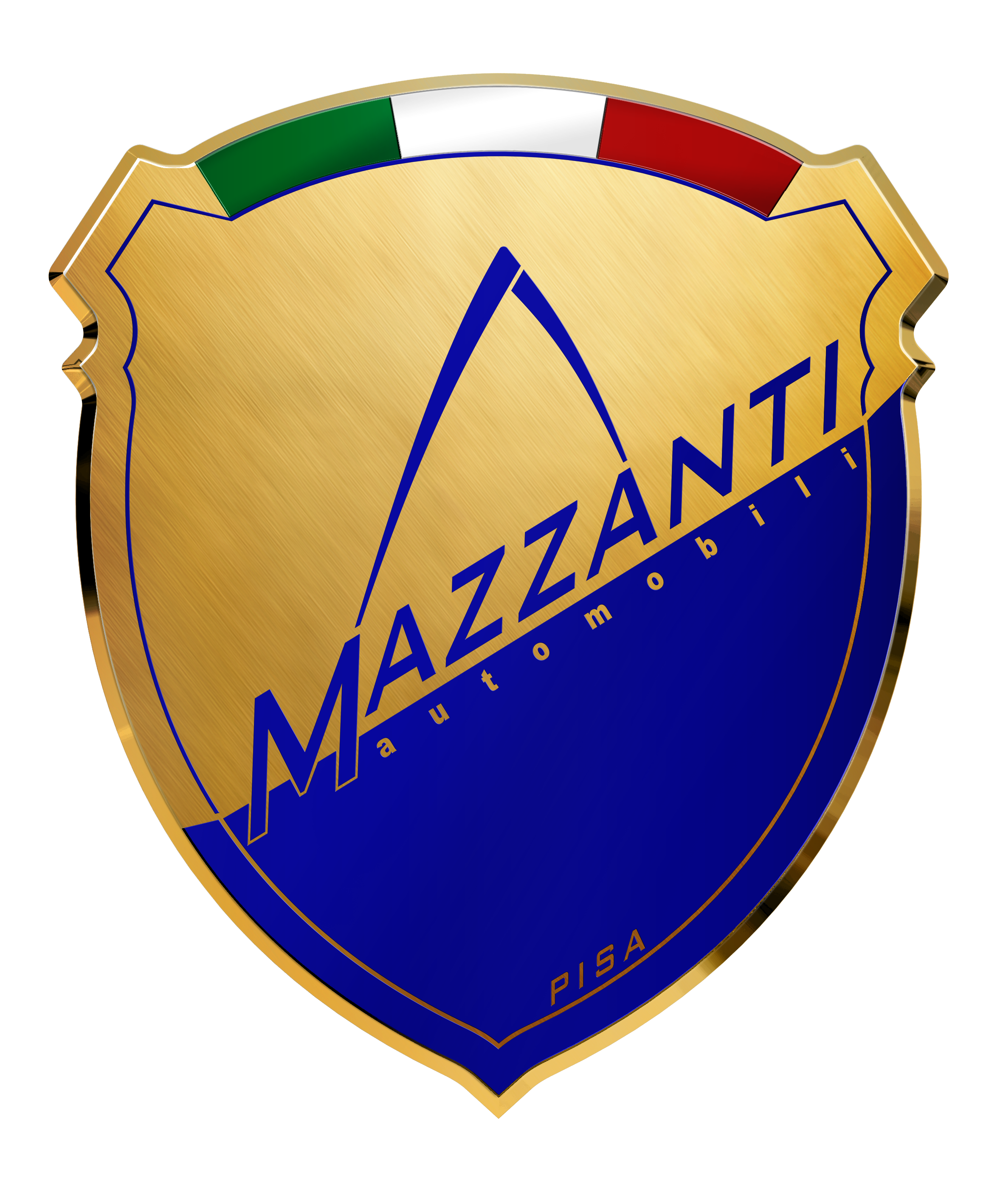

## História

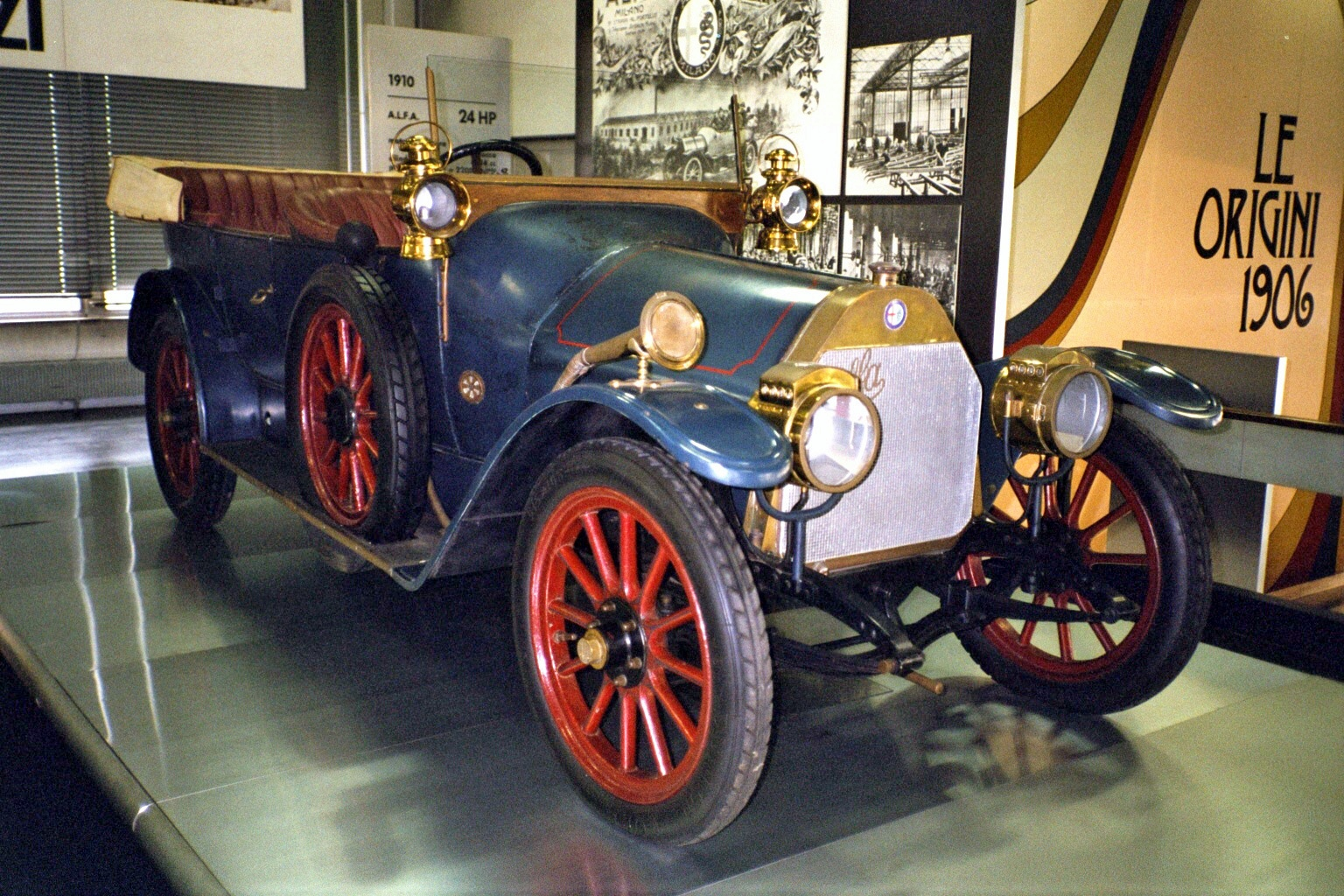
O ALFA 24 HP (1910) exposto no Museu Alfa Romeo

A indústria automobilística italiana começou no final da década de 1880, com a Stefanini-Martina considerada o primeiro fabricante.
Em 1888, Giovanni Battista Ceirano começou a construir bicicletas Welleyes, assim chamadas porque os nomes em inglês tinham mais apelo de vendas, e em outubro de 1898 ele co-fundou a Ceirano GB & C com seus irmãos Matteo e Ernesto para construir o automóvel Welleyes. À medida que enfrentavam desafios de escala e finanças, eles contataram um consórcio de nobres e empresários locais liderados por Giovanni Agnelli e, em julho de 1899, a Fiat SpA comprou a fábrica, o design e as patentes - produzindo assim o primeiro FIAT - o Fiat 4 HP. O Welleyes / FIAT 4 HP tinha um motor de 679 cc e era capaz de 35 kilometres per hour (22 mph).
A Isotta Fraschini foi fundada em 1900, inicialmente montando automóveis modelo Renault.
A indústria automobilística cresceu rapidamente e os fabricantes incluíam Aquila Italiana, Fratelli Ceirano, Società Anonima Italiana Darracq-Darracq, Diatto, Itala, Junior, Lancia, Società Ceirano Automobili Torino, STAR Rapid, SPA e Zust.
Durante a Primeira e a Segunda Guerras Mundiais e a crise econômica da década de 1970, muitas dessas marcas desapareceram ou foram compradas pela FIAT ou por fabricantes estrangeiros.

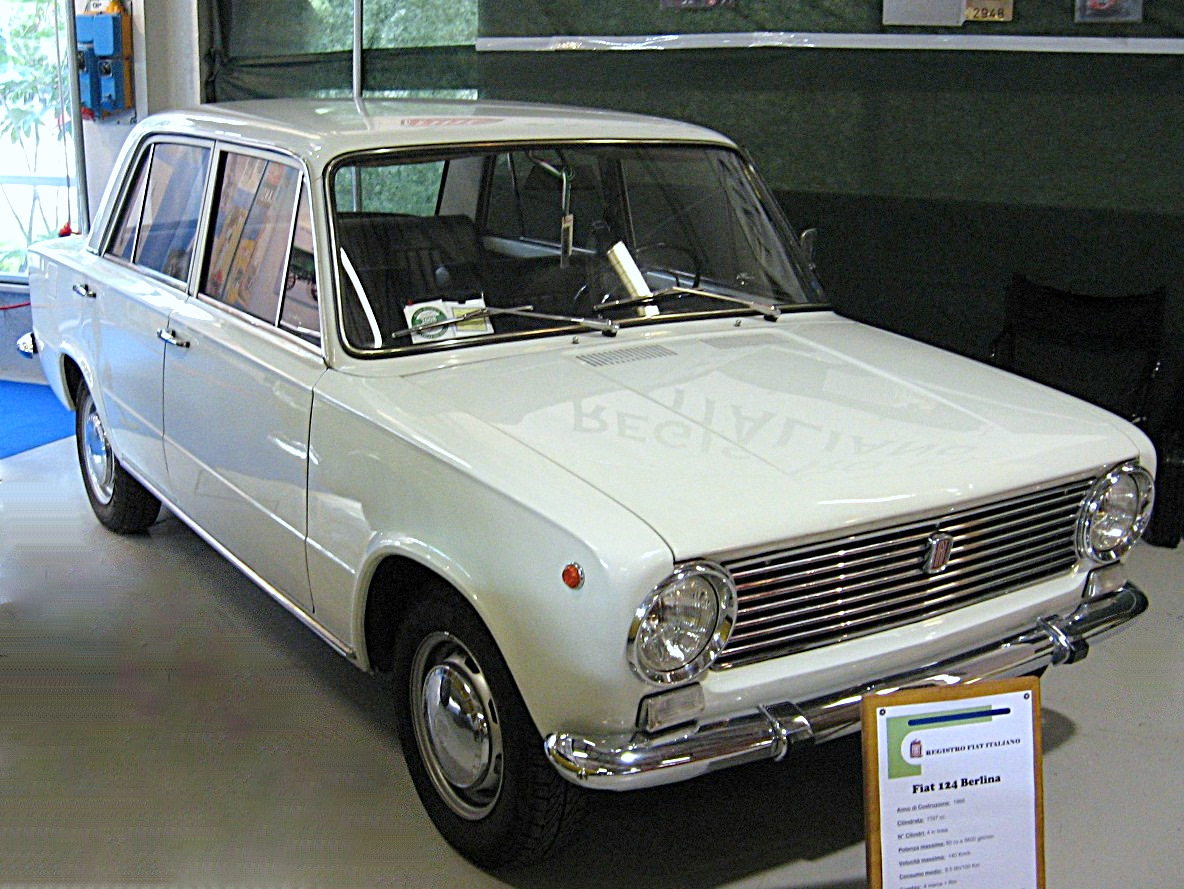
Fiat 124, Carro Europeu do Ano de 1967, o ancestral da indústria automobilística de massa soviética (Lada) e turca (TOFAŞ Murat 124, TOFAŞ Serçe)

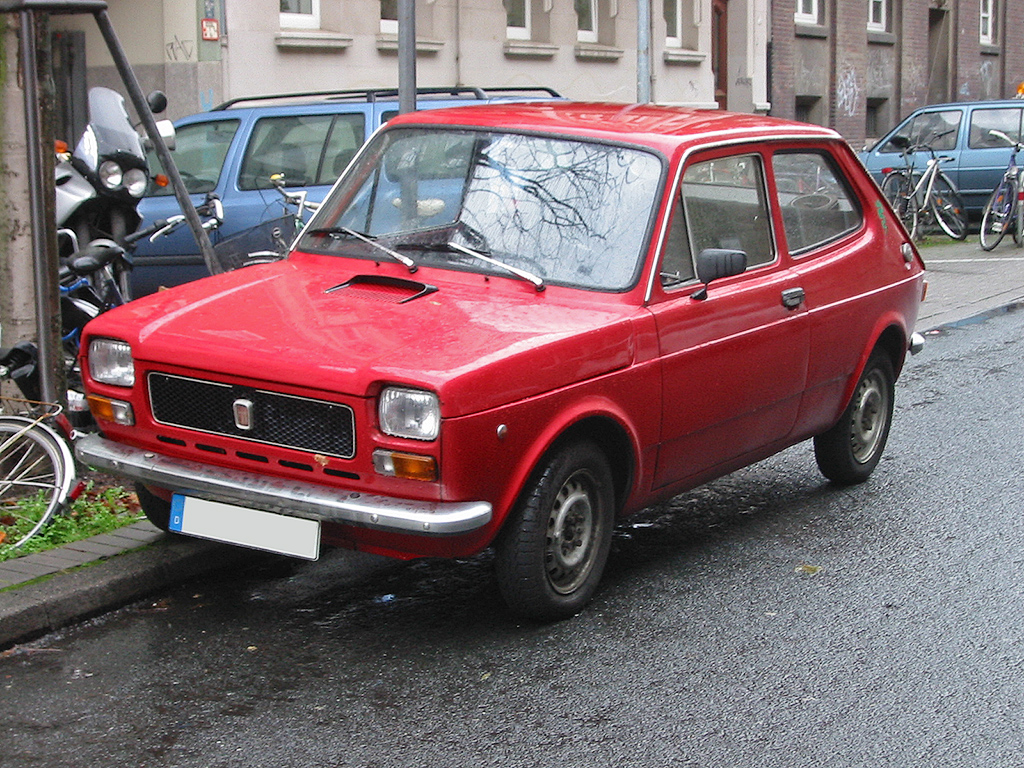
Fiat 127, Carro Europeu do Ano de 1972, o catalisador da indústria automóvel espanhola (SEAT) e jugoslava (Zastava)

Ao longo dos anos, a indústria automobilística italiana também se envolveu em vários empreendimentos fora da Itália, muitos dos quais envolveram a produção de modelos baseados na Fiat, incluindo Lada na Rússia, Zastava e Yugo na antiga Iugoslávia, FSO (Polski Fiat) na Polônia e SEAT (agora parte da Volkswagen) na Espanha.
Nas décadas de 1960 e 1970, a Itália restaurou sua  indústria automobilística, que ficou em 3º ou 4º lugar na Europa e em 5º ou 6º no mundo. Na década de 1980, a Itália ultrapassou o Reino Unido, mas cedeu à União Soviética que, assim como Espanha, Polônia e Iugoslávia, iniciou a produção em grande volume de carros com a ajuda da FIAT italiana.
As décadas de 1970 e 1980 foram uma época de grandes mudanças para a indústria automobilística na Europa. A tração traseira, principalmente em carros familiares, gradualmente deu lugar à tração dianteira. O estilo de carroceria hatchback, visto pela primeira vez no Renault 16 da França em 1965, se tornou o estilo de carroceria mais popular em carros menores em meados da década de 1980. A Fiat entrou no mercado de carros pequenos em 1971 com o 127, seguido pelo carro familiar Ritmo em 1978. No final da década, as marcas mais sofisticadas Alfa Romeo e Lancia também adicionaram hatchbacks às suas linhas. O talento da indústria automobilística italiana para o design inovador continuou na década de 1980, com seu supermini Uno (1983) e seu hatchback familiar Tipo (1988), ambos eleitos Carro Europeu do Ano, principalmente em reconhecimento aos seus designs práticos e atualizados.

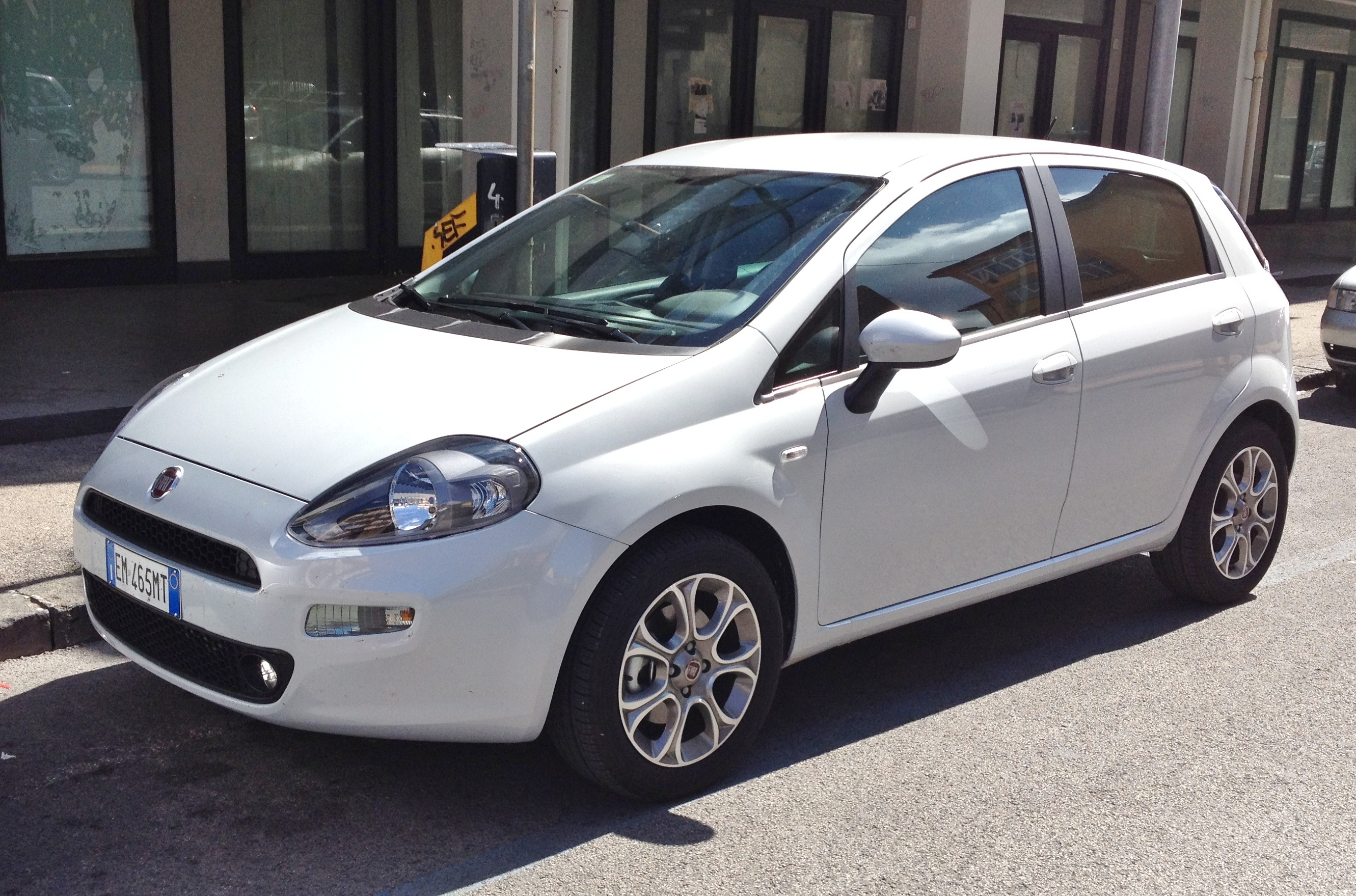
Fiat Punto., quase nove milhões de unidades foram vendidas globalmente.

O substituto do Uno, o Punto, foi lançado no final de 1993 e obteve sucesso semelhante ao de seu antecessor, enquanto seu antecessor, o Cinquecento, desempenhou um papel importante no aumento do tamanho do setor de carros urbanos na Europa durante a década de 1990. A Fiat entrou no novo mercado de MPVs compactos em 1998 com o peculiar Multipla de seis lugares, tendo entrado no mercado de MPVs de tamanho normal na metade da década com a Eurovan, como parte de uma joint venture com a Peugeot.
Na década de 1990, a indústria automobilística italiana ficou novamente em 3º lugar na Europa e em 5º no mundo, com uma produção anual próxima a 2 milhões (com um máximo de 2.220.774 em 1989). Em 2011, porém, caiu abaixo dos 800.000 pela primeira vez em meio século e ocupa agora o 6.º lugar na Europa e o 19.º lugar no Mundo.
A Itália continua sendo um dos principais players em design e tecnologia de automóveis, e a Fiat tem grandes investimentos fora da Itália, incluindo uma participação de 100% na montadora americana Chrysler desde janeiro de 2014. A sorte da Fiat foi ajudada desde 2007 pelo enorme sucesso na Europa do seu novo carro urbano Fiat 500, embora o 500 seja fabricado na Polônia e no México.

## Números de produção
Produção italiana de veículos automotores
| Ano  | Unidades  |
| ---- | --------- |
| 1913 | 2,000     |
| 1924 | 35,000    |
| 1928 | 55,000    |
| 1935 | 44,000    |
| 1950 | 129,000   |
| 1960 | 645,000   |
| 1961 | 759,000   |
| 1970 | 1,854,252 |
| 1971 | 1,817,000 |
| 1980 | 1,610,287 |
| 1981 | 1,433,000 |
| 1989 | 2,220,774 |
| 1990 | 2,120,850 |
| 1991 | 1,878,000 |
| 1994 | 1,534,000 |
| 1995 | 1,667,000 |
| 1996 | 1,545,000 |
| 1997 | 1,827,592 |
| 1998 | 1,692,737 |
| 1999 | 1,704,326 |
| 2000 | 1,741,478 |
| 2001 | 1,581,908 |
| 2002 | 1,429,678 |
| 2003 | 1,324,481 |
| 2004 | 1,145,181 |
| 2005 | 1,038,352 |
| 2006 | 1,211,594 |
| 2007 | 1,284,312 |
| 2008 | 1,023,774 |
| 2009 | 843,239   |
| 2010 | 838,400   |
| 2011 | 790,348   |
| 2012 | 671,768   |
| 2013 | 658,206   |
| 2014 | 697,864   |
| 2015 | 1,014,223 |
| 2016 | 1,103,516 |
| 2017 | 1,142,210 |
| 2018 | 1,060,068 |
| 2019 | 915,305   |

## Fabricantes
Os atuais fabricantes de automóveis italianos incluem:
 
- Abarth
- Alfa Romeo
- Astra Veicoli Industriali
- B. Engineering
- DR Automobiles
- Estrema
- Ferrari
- Fiat
- Fornasari
- Casalini
- Iveco
- Isotta Fraschini
- Italdesign Giugiaro
- Lamborghini
- Lancia
- Manifattura Automobili Torino
- Maserati
- Mazzanti
- Pagani
- Pininfarina
- Zagato

- APIS
- Aquila
- Ares Design
- Amilcar Italiana
- Ansaldi
- Ansaldo
- Aurea
- ATS
- ASA
- Autobianchi
- Bandini
- Bertone
- Bianchi
- Bizzarrini
- Brixia-Zust
- Ceirano
- Ceirano GB & C
- Fratelli Ceirano & C.
- Ceirano Junior & C.
- Ceirano Fabbrica Automobili ou Giovanni Ceirano Fabbrica Automobili
- Chiribiri
- Cisitalia
- Cizeta
- Colli
- CMN
- De Tomaso
- De Vecchi
- Diatto
- Fabrica Anonima Torinese Automobili (FATA)
- FOD
- Fabbrica Ligure Automobili Genova F.L.A.G. (aka FLAG)
- Florentia
- Ghia
- Gecav
- IENA
- Innocenti
- Intermeccanica
- Iso
- Itala
- Maggiora
- Moretti
- Ufficine Nardi
- OM
- Osca
- OSI
- Qvale
- Società Torinese Automobili Rapid (S.T.A.R.) badged as Rapid
- S.C.A.T. (SCAT)
- S.C.A.T.-Ceirano
- Serenissima
- Siata
- S.P.A. (SPA)
- Stanguellini
- S.T.A.R. - badged as Rapid
- Storero
- Zust

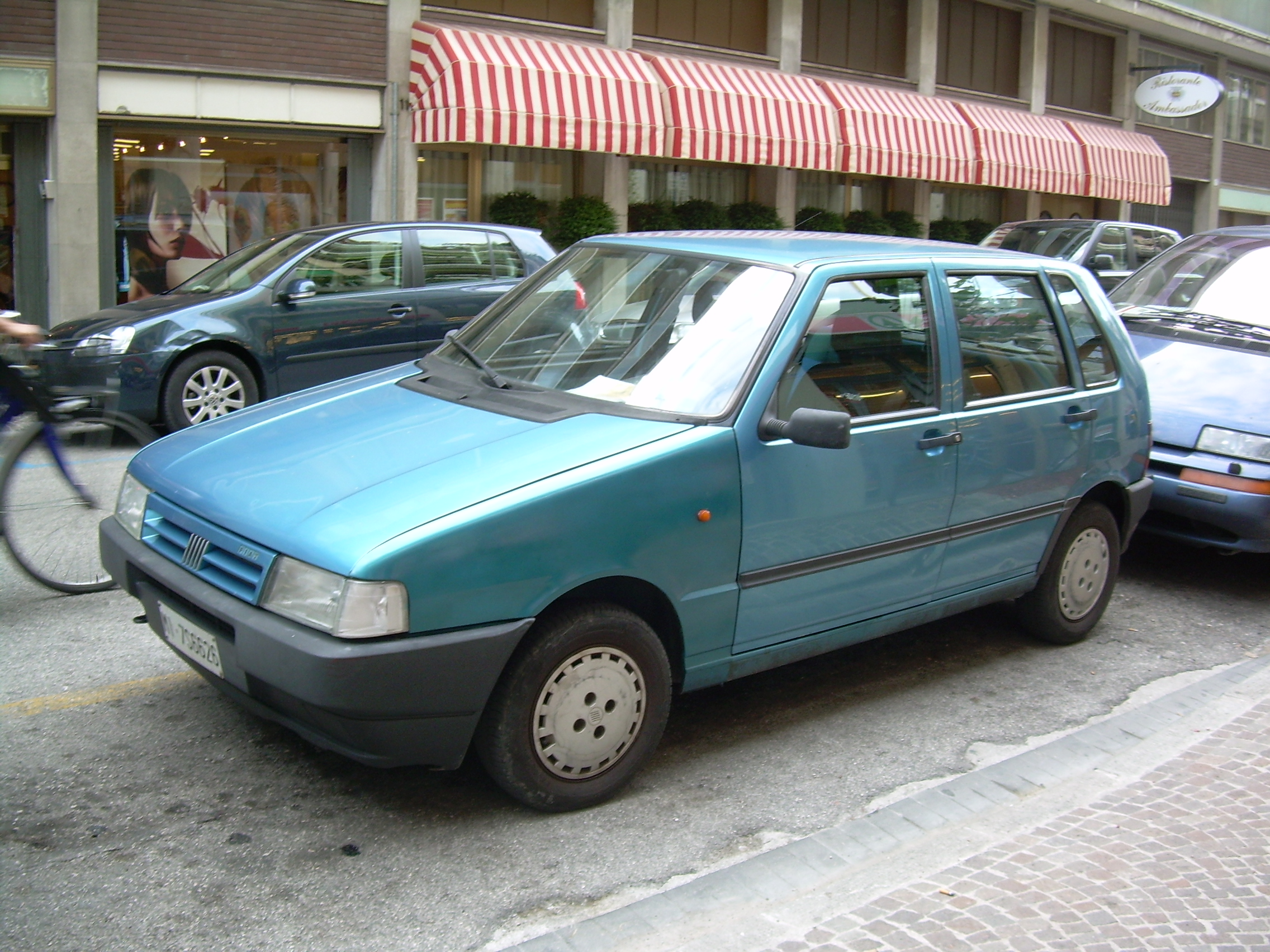
Fiat Uno,Carro Europeu do Ano de 1984, oitavaplataforma de automóvel mais vendidoda história
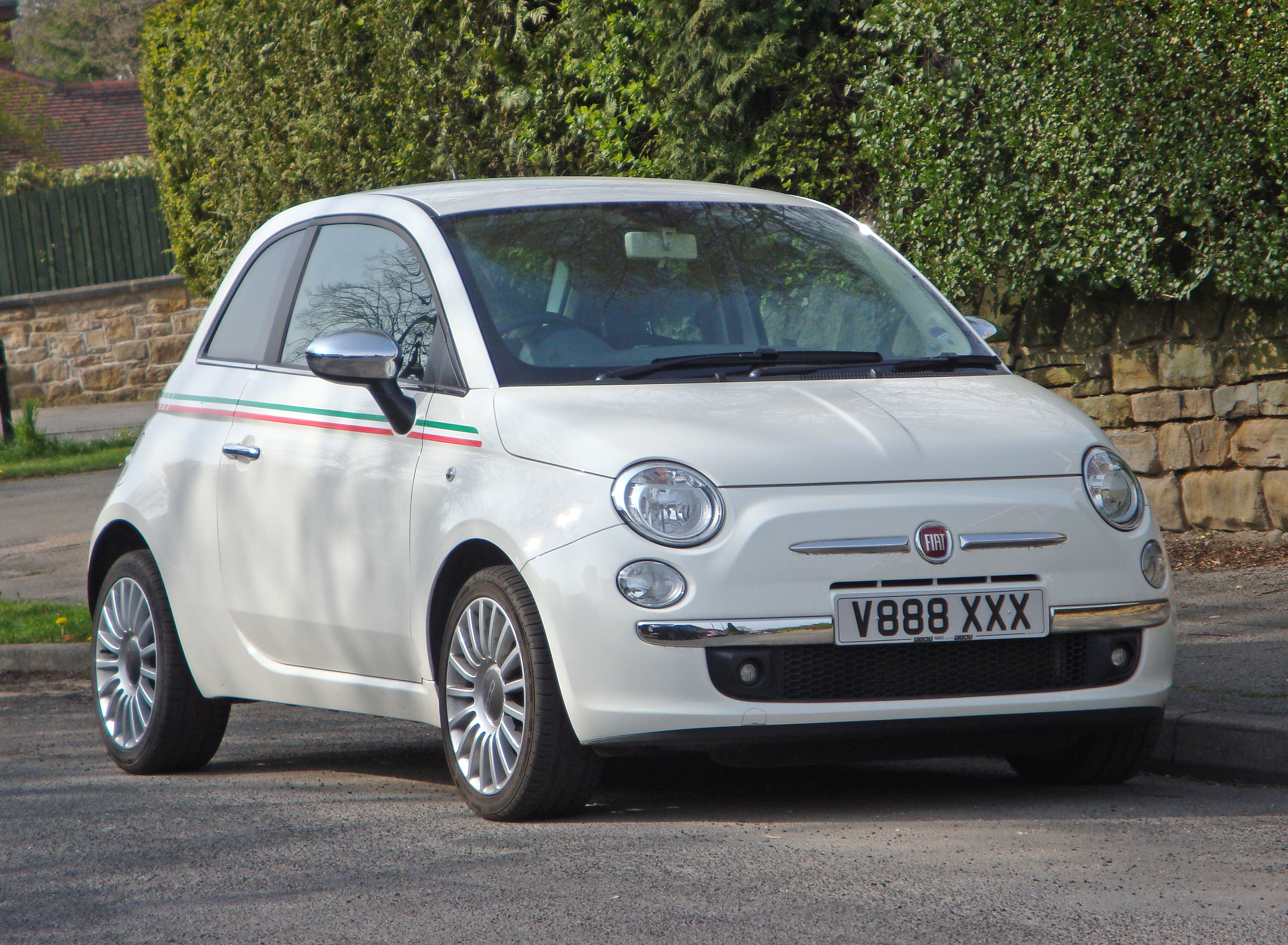
Fiat Nova 500,Carro Europeu do Anode 2008, Design de Carro Mundial do Anode 2009
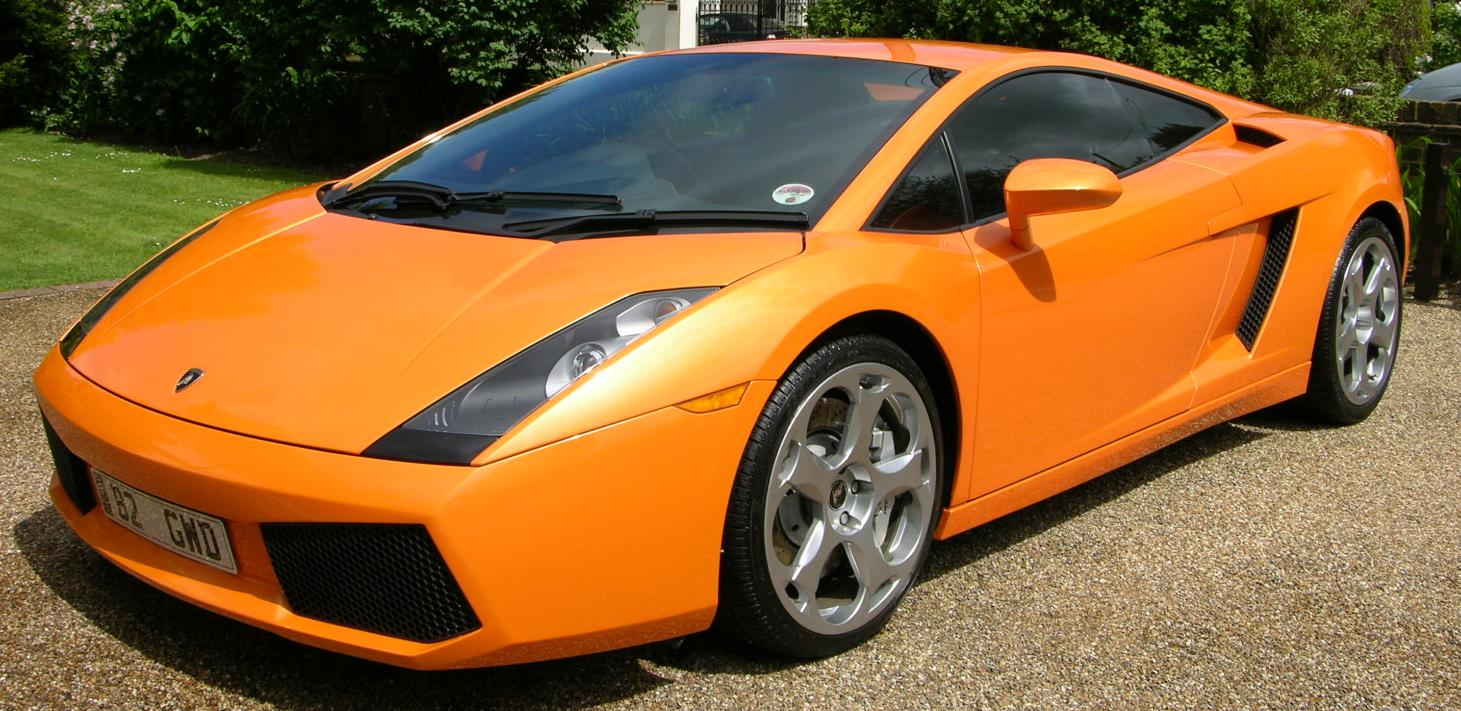
Lamborghini Gallardo,o Lamborghini mais vendido da história
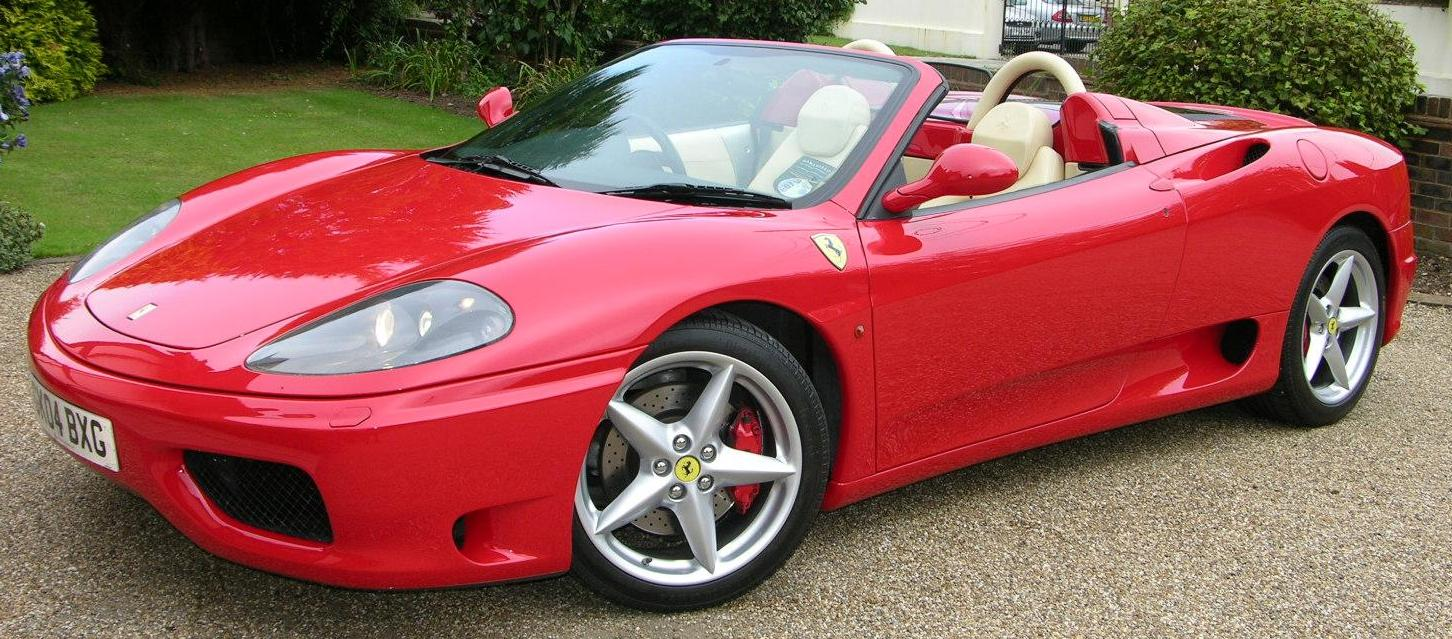
Ferrari 360, a Ferrari mais vendida da história
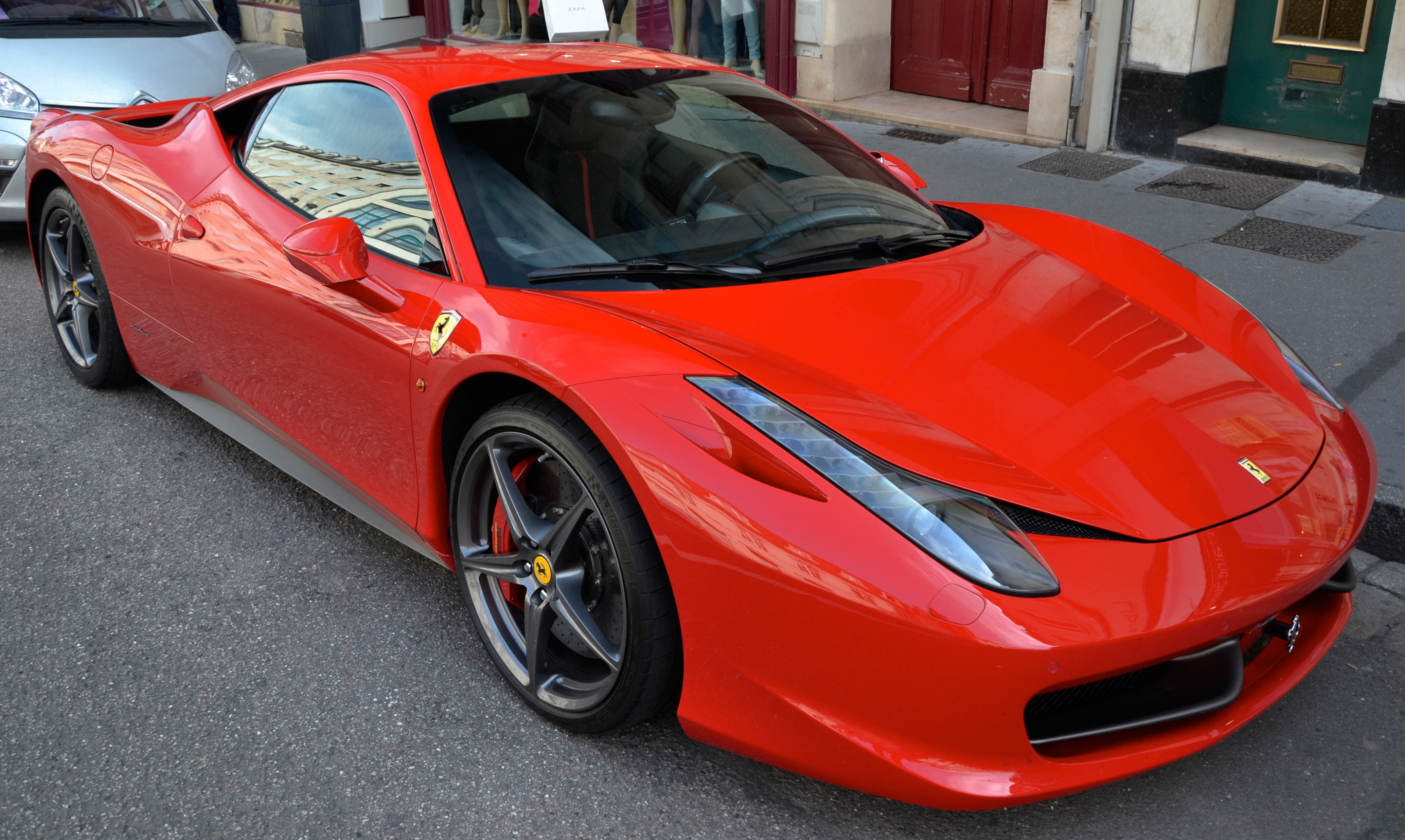
Ferrari 458 Itália, carro de desempenho mundial de 2011